# Rückstoß
Als Rückstoß bezeichnet man die Gegenreaktion, die auftritt, wenn eine Masse beschleunigt wird. Die Richtung des Rückstoßes ist der Richtung der Beschleunigung entgegengesetzt. 
Beim Rückstoß kann zwischen Rückstoßimpuls, Rückstoßgeschwindigkeit, Rückstoßenergie und Rückstoßkraft unterschieden werden.

## Rückstoß von Schusswaffen
Der Rückstoß von Schusswaffen ist eine Größe der Innenballistik.
Der Rückstoßimpuls {\displaystyle p_{\mathrm {R} }} ist gemäß dem Satz der Impulserhaltung gleich dem Impuls, der dem Projektil und den nach vorn strömenden Gasen der Treibladung zuteilwird. Der Geschossimpuls ist das Produkt aus der Masse {\displaystyle m_{\mathrm {G} }} und der Mündungsgeschwindigkeit {\displaystyle v_{0}} des Geschosses:
{\displaystyle p_{\mathrm {R} }=m_{\mathrm {G} }\cdot v_{0}}
Der genaue Anteil der Treibladungsgase am Gesamtimpuls ist schwer zu berechnen und wird im Allgemeinen experimentell ermittelt. Für praktische (näherungsweise) Rechnungen wird die Hälfte der Masse der Treibladung zur Geschossmasse hinzuaddiert.
Die Geschwindigkeit der Rückstoßbewegung der Waffe {\displaystyle v_{\mathrm {R} }} ergibt sich entsprechend dem Satz der Impulserhaltung aus der Masse des Geschosses {\displaystyle m_{\mathrm {G} }}, aus der Geschwindigkeit des Geschosses {\displaystyle v_{0}} und aus dem Verhältnis der Waffenmasse {\displaystyle m_{\mathrm {W} }} zur Geschossmasse:
{\displaystyle v_{\mathrm {R} }={\frac {m_{\mathrm {G} }\cdot v_{0}}{m_{\mathrm {W} }}}}

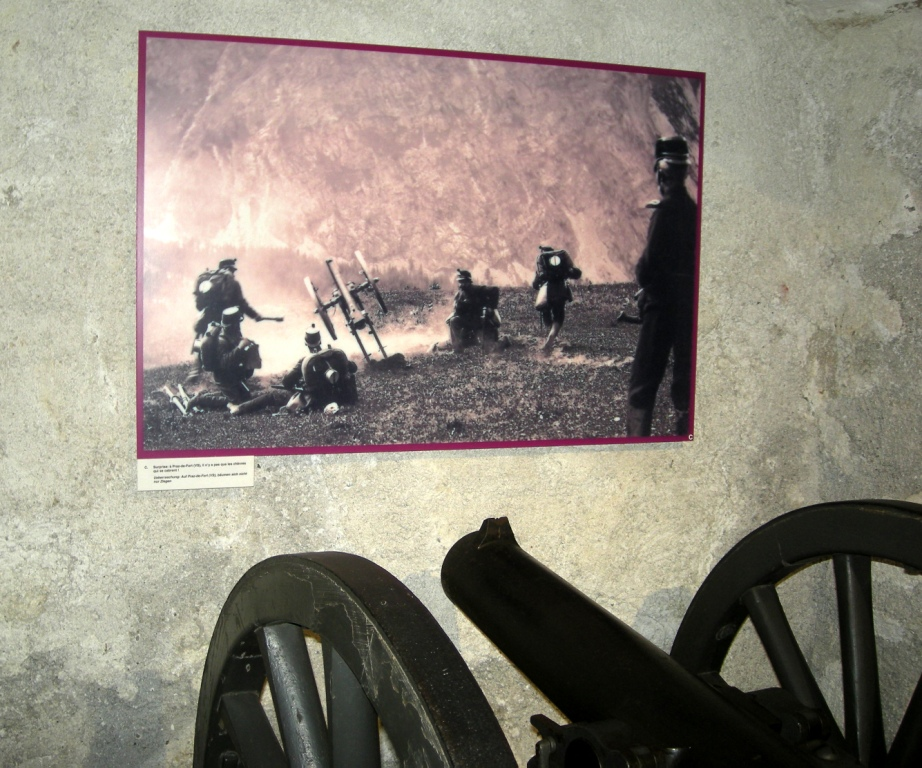
Mögliche Wirkung des Rückstoßes, Standort Musée Militaire Vaudois, Morges, Schweiz

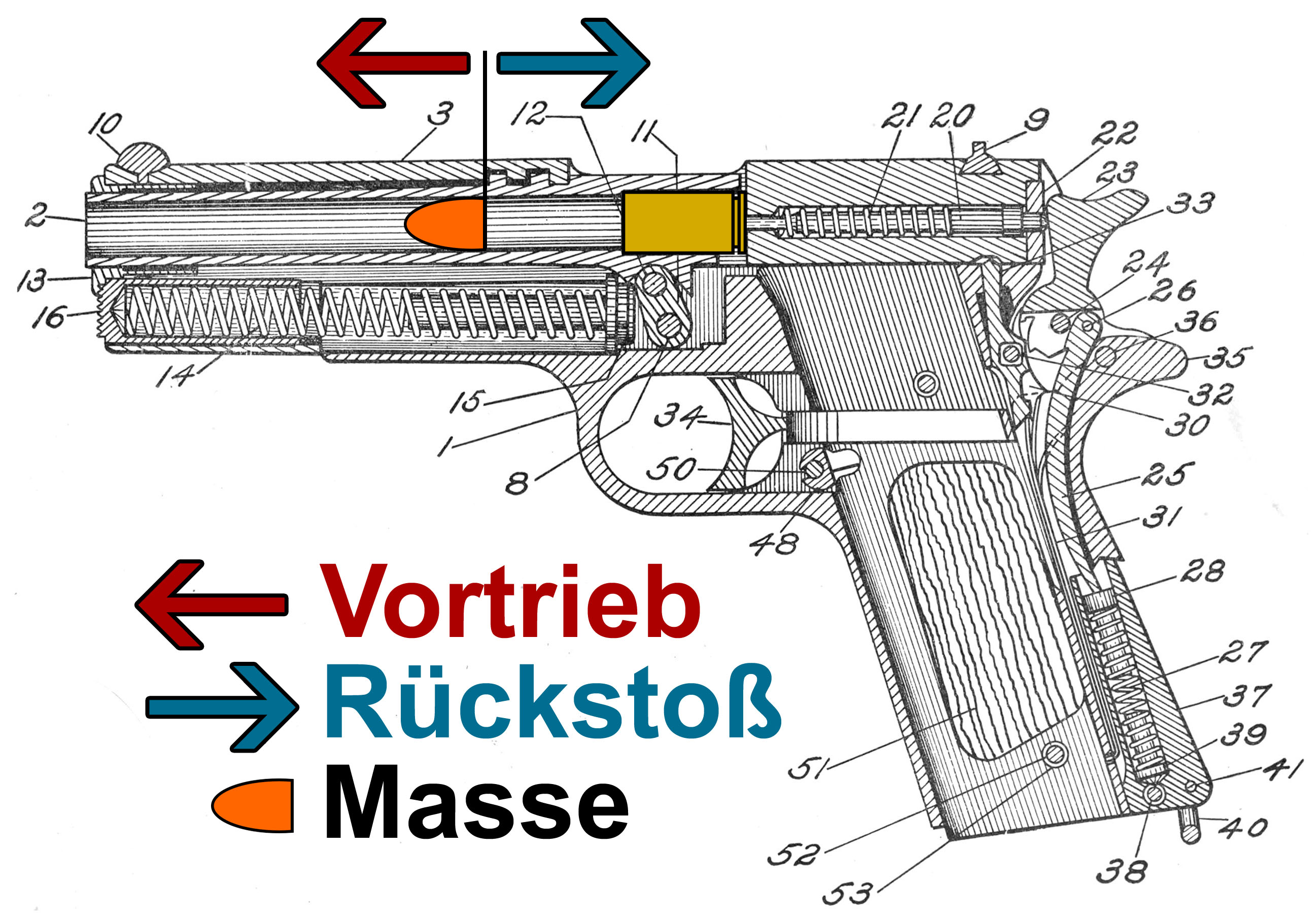
Rückstoßprinzip einer Schusswaffe

Die Energie des Rückstoßes ergibt sich aus der Bewegungsenergie des Geschosses, der Bewegungsenergie der nach vorn expandierenden bzw. aus der Laufmündung ausströmenden Gase und aus dem Verhältnis der Masse dieser Komponenten zur Masse der Waffe.
Die Energie des Rückstoßes {\displaystyle W_{\mathrm {R} }} kann aus der Rückstoßgeschwindigkeit errechnet werden:
{\displaystyle W_{\mathrm {R} }={\frac {m_{\mathrm {W} }\cdot v_{\mathrm {R} }^{2}}{2}}}
Hieraus ergibt sich, dass ein leichtes Geschoss, das mit der gleichen Mündungsenergie den Lauf verlässt wie ein schwereres Geschoss, eine geringere Rückstoßenergie abgibt als das schwere Geschoss, sofern die Waffenmasse gleich ist. Vor allem bei starken Ladungen, die aus relativ kurzen Läufen verschossen werden, kann die Rückstoßwirkung der aus der Laufmündung strömenden Gase einen bedeutenden Anteil zur Gesamtenergie des Rückstoßes beitragen (Raketeneffekt).
Die Rückstoßkraft {\displaystyle F_{\mathrm {R} }} entspricht der Beschleunigungskraft {\displaystyle F_{\mathrm {B} }}, der das Geschoss und die nach vorn strömenden Gase ausgesetzt sind. Die Beschleunigungskraft ist das Produkt aus Geschossmasse {\displaystyle m_{\mathrm {G} }} und Geschossbeschleunigung {\displaystyle a}:
{\displaystyle F_{\mathrm {R} }=F_{\mathrm {B} }=m_{\mathrm {G} }\cdot a}
Idealisiert kann die Geschossbeschleunigung aus der Mündungsgeschwindigkeit {\displaystyle v_{0}} des Geschosses und der Lauflänge der Waffe {\displaystyle s} errechnet werden:
{\displaystyle a={\frac {v_{0}^{2}}{2\cdot s}}}
Die Rückstoßkraft wird durch die unter hohem Druck stehenden Gase der Treibladung auf die Waffe übertragen. Diese Kraft wirkt nur für den kurzen Zeitraum des Abschusses auf die Waffe, wobei in der Praxis der Verlauf der Rückstoßkraft vom Verlauf des Gasdruckes nach dem Zünden der Treibladung abhängt.
Der Rückstoß von Waffen kann z. B. durch Mündungsbremsen gesenkt werden. Der Rückstoß moderner Geschütze wird außer durch Mündungsbremsen meist auch durch einen hydraulisch gebremsten Rohrrücklauf aufgefangen. Um die unerwünschten Auswirkungen des Rückstoßes fast ganz vermeiden zu können, wurden auch rückstoßfreie Geschütze entwickelt.
Die Energie des Rückstoßes wird bei Rückstoßladern dazu verwendet, um nach einem Schuss den Verschluss zu öffnen, die leere Patronenhülse auszuwerfen und eine neue Patrone ins Patronenlager nachzuführen. Im Gegensatz dazu verwenden Gasdrucklader den Druck der Pulvergase für die Durchführung dieses Vorgangs. Dabei wirkt der Gasdruck entweder direkt, über die Patronenhülse auf den Verschluss (Masseverschluss), oder indirekt über einen Kolben oder ein Gasröhrchen.
Der Rückstoß ist verantwortlich für den Hochschlag, ein Effekt, bei dem die Mündung der Waffe schlagartig nach oben gedrückt wird.

## Rückstoß als Antriebsmittel
Bei Strahlantrieben wie Raketentriebwerken und Strahltriebwerken wird die Rückstoßkraft (allgemein Schubkraft oder Schub genannt) eines in einer Düse beschleunigten Mediums als Antriebskraft genutzt. Die Rückstoßkraft {\displaystyle F_{\mathrm {R} }} ist das Produkt aus der Durchsatzrate der Düse {\displaystyle {\dot {m}}_{l}} und der Geschwindigkeit des ausströmenden Mediums {\displaystyle v}.
{\displaystyle F_{\mathrm {R} }={\dot {m}}_{l}\cdot v}

## Rückstoß in der Atom-, Kern- und Teilchenphysik
Die Erhaltungssätze für Impuls und Energie gelten für physikalische Systeme, die mittels der Quantenmechanik beschrieben werden müssen, ebenso wie in der klassischen Mechanik (siehe auch Kinematik). Daher erhält beispielsweise bei der Emission von Gammastrahlung das abgestrahlte Photon nicht genau die gesamte freiwerdende Energie des Übergangs, sondern der Atomkern behält einen Bruchteil davon als kinetische Energie seines Rückstoßes; siehe auch Mößbauer-Effekt.
Die durch elastische Stöße mit schnellen Neutronen in einem wasserstoffhaltigen Material entstehenden Rückstoß-Protonen lassen sich zum Nachweis und zur Energiemessung dieser Neutronen ausnutzen (siehe Neutronendetektor).

## Rückstoß im Laufsport
Muskel- und Bindegewebe sind elastisch. Werden sie gedehnt und anschließend entspannt, entsteht ein Rückstoßeffekt. Beim Vorfußlauf lässt sich dies für einen kraftsparenden Vortrieb nutzen – nicht jedoch beim Rückfußlauf. Um die im Gewebe gespeicherte Energie optimal zum Vortrieb zu nutzen, ist eine möglichst kurze Kontaktzeit zwischen Fuß und Boden erforderlich.